# منطقة حث المستقبل الكيميائي
منطقة حث المستقبل الكيميائي (بالإنجليزية: Chemoreceptor trigger zone) (CTZ) هي منطقة في النخاع المستطيل تستقبل مُدخلات من عقاقير وهرمونات ناشئة في الدم، وتتواصل مع بنيات أخرى في مركز التقيؤ لبدء التقيؤ. تتواجد منطقة حث المستقبل الكيميائي داخل الباحة المنخفضة، والتي تتواجد بأرضية البطين الرابع وهي خارج الحاجز الدموي الدماغي. كما أنها جزء من مركز التقيؤ في حد ذاتها. من النواقل العصبية التي لها دور في التحكم بالغثيان والتقيؤ: أسيتيل كولين، دوبامين، هستامين (مستقبل H-1)، المادة P (مستقبل NK-1)، والسيروتونين (مستقبل 5-HT3). توجد فيها كذلك مستقبلات أشباه الأفيونيات والتي يمكن أن يكون لها دور في الآلية التي تسبب بها أشباه الأفيونات الغثيان والتقيؤ. الحاجز الدموي الدماغي لا يكون ناميا هنا كما في غيرها من المناطق وعليه العقاقير -مثل الدوبامين الذي لا يمكنه في العادة دخول الجهاز العصبي المركزي- تستطيع تحفيز وتنبيه منطقة حث المستقبل الكيميائي.